# Buakaw Banchamek
Sombat Banchamek (en tailandés: สมบัติ บัญชาเมฆ; Samrong Thap, Surin, 8 de mayo de 1982), conocido como Buakaw Banchamek (en tailandés: บัวขาว บัญชาเมฆ; Buakaw significa 'loto blanco'), es un artista marcial tailandés de etnia Kuy que actualmente compite en los deportes de Muay Thai y kickboxing.
Es un dos veces campeón de Omnoi Stadium, campeón de Lumpinee Stadium y campeón de Toyota Marathon, anteriormente rankeado #1 en el Lumpinee Stadium, campeón de peso pluma de Tailandia, dos veces Campeón de K-1 World MAX y campeón del torneo de Thai Fight de 2011 y 2012.
Buakaw es ampliamente reconocido como uno de los mejores kickboxers que Tailandia ha producido.
Buakaw ocasionalmente juega fútbol como delantero en la Segunda División Regional de Tailandia en el RBAC F.C.

## Biografía

### Los inicios de su carrera
Nacido como Sombat Banchamek, en Surin, Tailandia, Buakaw comenzó su carrera de lucha a la edad de ocho años en su provincia natal de Surin en el noreste de Tailandia. Se mudó a Chachoengsao cuando tenía 15 años y se entreno con el Por Pramuk Gym. Su primer nombre como peleador era Damtamin Kiat-anan.
Buakaw ha recogido varios cinturones a su nombre luchando en Bangkok. El título de peso pluma de The Omnoi Stadium fue su primer cinturón. Después, se fue a por el campeón de peso pluma del título de Tailandia. Luego ganó otro cinturón de The Omnoi Stadium, esta vez en la división de peso ligero. En diciembre de 2002, Buakaw ganó el torneo Toyota Marathon de 140 libras en el Lumpinee Boxing Stadium, superando al muy considerado Satoshi Kobayashi de Japón en la final.

### K-1
En julio de 2004, Buakaw se convirtió en el campeón del mundo de K-1 MAX derrotando a John Wayne Parr, Takayuki Kohiruimaki y al anterior campeón Masato en la final. En el mismo año, se enfrentó al holandés Andy Souwer en K-1 World MAX 2005 Championship Final, y perdió por una decisión polémica. En el 2006 en el K-1 MAX World Grand Prix, Buakaw de nuevo se enfrentó a Andy Souwer en la final, pero esta vez la victoria fue para Buakaw, lo derrotó por TKO con una ráfaga de golpes, ganando así su segundo título de K-1 World MAX convirtiéndose en el primer hombre en ganar este título dos veces.
Buakaw perdió ante Masato por decisión unánime en los cuartos de final de K-1 World MAX 2007. A pesar de Buakaw fue capaz de impactar unas patadas increíbles durante toda la pelea, Masato hizo caer a Buakaw en el primer asalto. Masato continuó dando numerosas combinaciones de puñetazos a lo largo de la pelea lo cual le valió una victoria por decisión unánime.
En 2010, Buakaw coprotagonizó la película de artes marciales Yamada: El Samurai de Ayothaya basado en la vida de Yamada Nagamasa, un aventurero japonés que ganó considerable influencia en Tailandia a principios del siglo XVII y se convirtió en el gobernante de la Nakhon Si Thammarat en el sur de Tailandia.
Aunque Buakaw fue semifinalista del Mundial de K-1 MAX 2009, no compitió en el K-1 World MAX 2010 en Seúl World Championship Tournament Final 16 porque estaba descontento con la decisión parcial del funcionario K-1. En su lugar, entró en el Shoot Boxing World Tournament 2010 junto con el ex tres veces campeón Andy Souwer. Sin embargo Toby Imada derrotó a Souaker en las semifinales para enfrentar a Buakaw en la final. Buakaw derrotó a Imada a través de TKO en el segundo asalto para convertirse en el nuevo 2010 Shoot Boxing S-Copa Campeón del Mundo.

### Después de K-1
En 2011, Buakaw tuvo ocho peleas; cuatro de los cuales terminaron por medio de KO/TKO. En las semifinales del torneo 2011 de lucha Tailandesa de 70 kg, ganó por KO en la 3.ª ronda con un codazo contra Mickael Piscitello. El 18 de diciembre de 2011, luchó contra Frank Giorgi por el Torneo Tailandés 2011 de 70 kg y ganó por decisión unánime.

### El retiro y el regreso
El 1 de marzo de 2012, estuvo notablemente ausente de su campo de entrenamiento. El 12 de marzo, apareció en un programa de televisión tailandés para disculparse con los fanes y explicar su desaparición, afirmando que tenía problemas recurrentes en Pramuk Gym desde 2009 y se sintió insultado por el comportamiento de la gestión de allí. Había sido programado para visitar Japón con el primer ministro Yingluck Shinawatra para un partido de la exposición pero fue cancelado en favor de otra lucha. Como resultado de la complicación, decidió separarse del gimnasio. Dijo: "Puedo soportar entrenamiento duro, pero no un tratamiento pobre, es sobre la mente, no sobre el cuerpo".
El 17 de marzo de 2012, el patrocinador de Buakaw Yokkao Boxing anunció que volvería a la formación. Fue en este momento que comenzaron a referirse a él como Buakaw Banchamek. Él ha resumido el entrenamiento en el "recién construido" Gimnasio de Banchamek (nombrado después de él), a partir del 22 de marzo de 2012. Fue programado para luchar contra Mickael Cornubet en ThaiFight el 17 de abril,
El 30 de marzo de 2012, Buakaw fue impedido de luchar en la lucha tailandesa en abril de 2012, hasta que él archivó una queja con la autoridad de los deportes de Tailandia que demuestra sus demandas de tratamiento injusto cerca. Pramuk. El 4 de abril, dijo que su nombre de pelea para la pelea más tarde ese mes sería "Buakaw", y que "no puede usar el nombre del campo de boxeo By. Pramuk".
La primera pelea de Buakaw después de salir de Pramuk Gym fue un éxito. Él derrotó a Rustem Zaripov a las 2:45 de la segunda ronda con golpes precisos. El 31 de mayo de 2012, Buakaw dijo a la prensa que quería poner fin a la disputa entre él y Por. Gimnasio Pramuk. Durante un tiempo, Buakaw fue visto en jiujitsu, judo y clases de lucha libre. Una carrera de MMA habría permitido a Buakaw luchar sin romper su contrato con el Por. Pramuk campo de boxeo. Sin embargo, Buakaw regresó al ring el 17 de agosto de 2012, cuando derrotó a Abdoul Toure por medio de TKO en la segunda ronda.
Buakaw venció a Mauro Serra por TKO en cuartos de final
El 27 de marzo de 2013, Buakaw se enfrentó a su amigo y compañero de equipo Harlee Avison en un partido de exhibición, que fue gratis para el público, en la nueva Beeline Arena en Camboya. El 6 de mayo de 2013, Buakaw de nuevo salió guion para KO Malik Watson en la ronda dos en un partido de exposición en MAX Muay Thai 1 en Surin, Tailandia.
Buakaw hizo su vuelta a la lucha legítima con una victoria de la decisión sobre Dong Wen Fei en un fósforo kickboxing three-round en MAX Muay Thai 3 en China el 10 de agosto de 2013. Él volvió a firmar con K-1 en agosto de 2013 y volvió con un tiro redondo del cuerpo de la primera ronda KO de David Calvo en la final 16 del torneo del campeonato del mundo MAX-1 mundial 2013 en Mallorca, España el 14 de septiembre de 2013. En su cuarta reunión, Buakaw superó a Yoshihiro Sato en puntos en MAX Muay Thai 4 en Sendai, Japón el 6 de octubre de 2013. Derrotó a Enriko Kehl por decisión en MAX Muay Thai 5: El capítulo final en Khon Kaen, Tailandia el 10 de diciembre de 2013.
Buakaw derrotó a Zhou Zhi Peng en los puntos después de una ronda de extensión en el Mundial de MAX K-1 de 2013 World Championship Tournament Quarter Finals - Parte 1 en Foshan, China el 28 de diciembre de 2013. Zhou intentó convertir la pelea en una pelea, ya pesar de Buakaw haciendo lo suficiente para ganar la decisión, los jueces enviaron a una ronda extra en la que Buakaw sufrió un corte de un culo de la cabeza. A pesar de esto, Buakaw pudo establecer el dominio para tomar la lucha y avanzar en el torneo. [38] [39] En la final 4 del torneo del Campeonato Mundial MAX-1 de K-1 en Bakú, Azerbaiyán, el 23 de febrero de 2014, derrotó a Lee Sung-Hyun por decisión unánime en semifinales.
Buakaw venció a Víctor Nagbe por decisión unánime en Combat Banchamek en Surin, Tailandia, el 14 de abril de 2014. Él golpeó hacia fuera Adaylton Parreira De Freitas en la ronda dos en Muay Thai en Macau el 6 de junio de 2014. Buakaw estaba programado para luchar contra Fabio Pinca por el campeonato mundial de peso mediano júnior (-69.9 kg / 154 lb) del CMV en Monte Carlo Fighting Masters 2014 en Monte Carlo, Mónaco, el 14 de junio de 2014. Sin embargo, Pinca se lesionó en un combate con Thongchai Sitsongpeenong en febrero y fue reemplazado por Djime Coulibaly. Buakaw derrotó Coulibaly vía decisión unánime para tomar el cinturón.
Buakaw fue fijado inicialmente a la revancha Enriko Kehl en la final del torneo del campeonato del mundo MAX-1 mundial de K-1 en Pattaya, Tailandia, el 26 de julio de 2014. Sin embargo, el acontecimiento fue pospuesto debido al golpe de Estado tailandés 2014.
Buakaw perdió el TopKing World Series Semifinal Tournament (TK4) contra el luchador ruso Khayal Dzhaniev en una decisión polémica. Muchos periodistas de Muay Thai han dicho que Buakaw debería haber ganado el partido. Buakaw también sufrió de cortes profundos en la cabeza infligidos por los codos de Khayal mientras Khayal sufrió costillas rotas. Khayal fue hospitalizado más adelante sobre ser forzado a perder el fósforo final esa misma noche.

### Kunlun Fight 2017
Buakaw luchó contra el chino Kong Lingfeng en el acontecimiento principal en la lucha 62 de Kunlun, el 10 de junio de 2017, en Bangkok, Tailandia. Ganó la pelea por decisión.
Se espera que Buakaw encabece el debut de Kunlun Fight en Francia el 11 de noviembre en París.

### Peleas recientes
Este 2017, Buakaw ha tenido tal solo 3 oponentes.
El Chino Tian Xin, en Kunlun Fight 56, el cual lo derrotó por Decisión.
El Chino Kong Lingfeng, en Kunlun Fight 62, Buakaw volvió a ganar por Decisión.
Y contra el francés Azize Hlali en All Star Fight Buakaw, el 20 de agosto de 2017 en Bangkok, Tailandia, ganó esta pelea con un poderoso puñetazo con su izquierda.
Contra nayanesh el Leon también peleó donde Buakaw le ganó por ko. 
El 9 de marzo de 2018, peleó contra el español Jonay Risco en el evento Enfusion 63 en Abu Dhabi, perdiendo por Decisión Unánime.

## Boxeo a puño limpio

### Bare Knuckle Fighting Championship
El 13 de julio de 2022, David Feldman, presidente y fundador de Bare Knuckle Fighting Championship, anunció que Buakaw había firmado un contrato para pelear en BKFC. Debutó encabezando el evento BKFC Thailand 3: Moment of Truth el 3 de septiembre de 2022, donde derrotó a Erkan Varol por nocaut en el primer asalto.
El 26 de octubre de 2022, se anunció que Buakaw estaba programado para enfrentar al legendario peleador de Muay Thai Saenchai en una pelea de Muay Thai a puño limpio en marzo de 2023 en un evento de BKFC. A mediados de febrero de 2023, se informó que debido a implicaciones legales con el uso del nombre "muay thai" en el material de marketing, la pelea fue pospuesta indefinidamente y efectivamente cancelada. En junio de 2023, el CEO de BKFC Asia, Nick Chapman, anunció que la pelea con Saenchai estaba nuevamente en marcha, esta vez teniendo lugar en BKFC Thailand 5: Legends of Siam el 5 de noviembre de 2023, con el combate promocionado como una Pelea Especial de Muay Thai a Puño Limpio. Buakaw ganó la pelea por decisión unánime.

## Títulos

### Kickboxing
- K-1
  - 2014 K-1 World MAX Championship Tournament Runner Up
  - 2006 K-1 World MAX Champion
  - 2005 K-1 World MAX Runner Up
  - 2004 K-1 World MAX Champion
- Wu Lin Feng
  - 2015 Wu Lin Feng World Championship

### Muay Thai
- Omnoi Stadium
  - 2002 Omnoi Stadium Lightweight Champion
  - 2000 Omnoi Stadium Featherweight Champion
- Professional Boxing Association of Thailand
  - 2001 Thailand (PAT) Featherweight Champion
- Toyota Cup
  - 2002 Toyota Muay Thai Marathon Tournament 140 lbs Champion
- World Muaythai Council
  - 2014-2015 WMC Muaythai Junior Middleweight World Champion
  - 2011 WMC Muaythai Junior Middleweight World Champion
  - 2009 WMC/MAD Muaythai Super Welterweight World Champion
  - 2006-2007 WMC Muaythai Super Welterweight World Champion
- WBC Muay Thai
  - 2014 WBC Muaythai Diamond World Championship
- THAI FIGHT
  - 2012 Thai Fight Tournament Champion
  - 2011 Thai Fight Tournament Champion
- S-1 Muaythai
  - 2005 S-1 Super Welterweight World Champion
- Muay Thai Association
  - 2005 MTA World Champion
- Kunlun Fight
  - 2016 Kunlun Fight Muaythai Middleweight World Championship
- Phoenix Fighting Championship
  - 2016 PFC Junior Middle Weight Championship
- King of Martial Arts
  - 2003 KOMA GP Lightweight Champion

### Shoot Boxing
- S-cup
  - 2010 Shoot Boxing S-Cup World champion

### Logros
- Liver Kick.com
  - 2013 Liver Kick.com Comeback of the Year[9]

## Récord de Muay Thai a puño limpio
| Record profesional | Record profesional | Record profesional |
| 1 pelea            | 1 victoria         | 0 derrota          |
| Decisión           | 1                  | 0                  |
| ------------------ | ------------------ | ------------------ |

| Resultado | Récord | Oponente | Método             | Evento                           | Fecha                  | Ronda | Tiempo | Localización | Notas |
| --------- | ------ | -------- | ------------------ | -------------------------------- | ---------------------- | ----- | ------ | ------------ | ----- |
| Victoria  | 1-0    | Saenchai | Decisión (unánime) | BKFC Thailand 5: Legends of Siam | 4 de noviembre de 2023 | 5     | 2:00   | Bangkok      |       |

## Récord de boxeo a puño limpio
| Record profesional | Record profesional | Record profesional |
| 1 pelea            | 1 victoria         | 0 derrota          |
| Nocaut             | 1                  | 0                  |
| ------------------ | ------------------ | ------------------ |

| Resultado | Récord | Oponente    | Método      | Evento          | Fecha                   | Ronda | Tiempo | Localización | Notas |
| --------- | ------ | ----------- | ----------- | --------------- | ----------------------- | ----- | ------ | ------------ | ----- |
| Victoria  | 1-0    | Erkan Varol | KO (golpes) | BKFC Thailand 3 | 3 de septiembre de 2022 | 1     | 1:50   | Bangkok      |       |

## Filmografía
| Año  | Título                          | Rol             | Notas              | Ref    |
| ---- | ------------------------------- | --------------- | ------------------ | ------ |
| 2010 | Yamada: The Samurai of Ayothaya | Ai-Seua         | Debut              |        |
| 2012 | Crazy Crying Lady               | Coronel Chuchai | Aparición especial | [ 10 ] |
| 2013 | Buakaw – Boxer, Legend, Legacy  | Él mismo        | Documental         | [ 11 ] |
| 2017 | Thong Dee Fun Khao              | Thongdee        | Rol principal      | [ 12 ] |